# 科拉克 (維多利亞州)
科拉克（Colac，/ˈkoʊlæk/）是澳大利亞維多利亞州西區的一個小鎮，位於墨爾本西南約150公里處。據2011年人口普查，科拉克有人口11,415人。這裡的主要產業是農業。

## 外部連結
维基共享资源上的相關多媒體資源：科拉克
- Colac Herald （页面存档备份，存于） Colac newspaper
- Colac Community Website （页面存档备份，存于）
- Colac Otway Shire Council （页面存档备份，存于）  information about local services, economic development and cultural